# František Jirásek (fotograf)
František Jirásek (* 13. července 1953, Praha) je český fotograf, který se zaměřuje na fotografování společenských a kulturních akcí, zejména koncertů významných českých umělců. Dlouhodobě spolupracoval s Karlem Gottem, spolupracuje mimo jiné s Helenou Vondráčkovou.

## Život

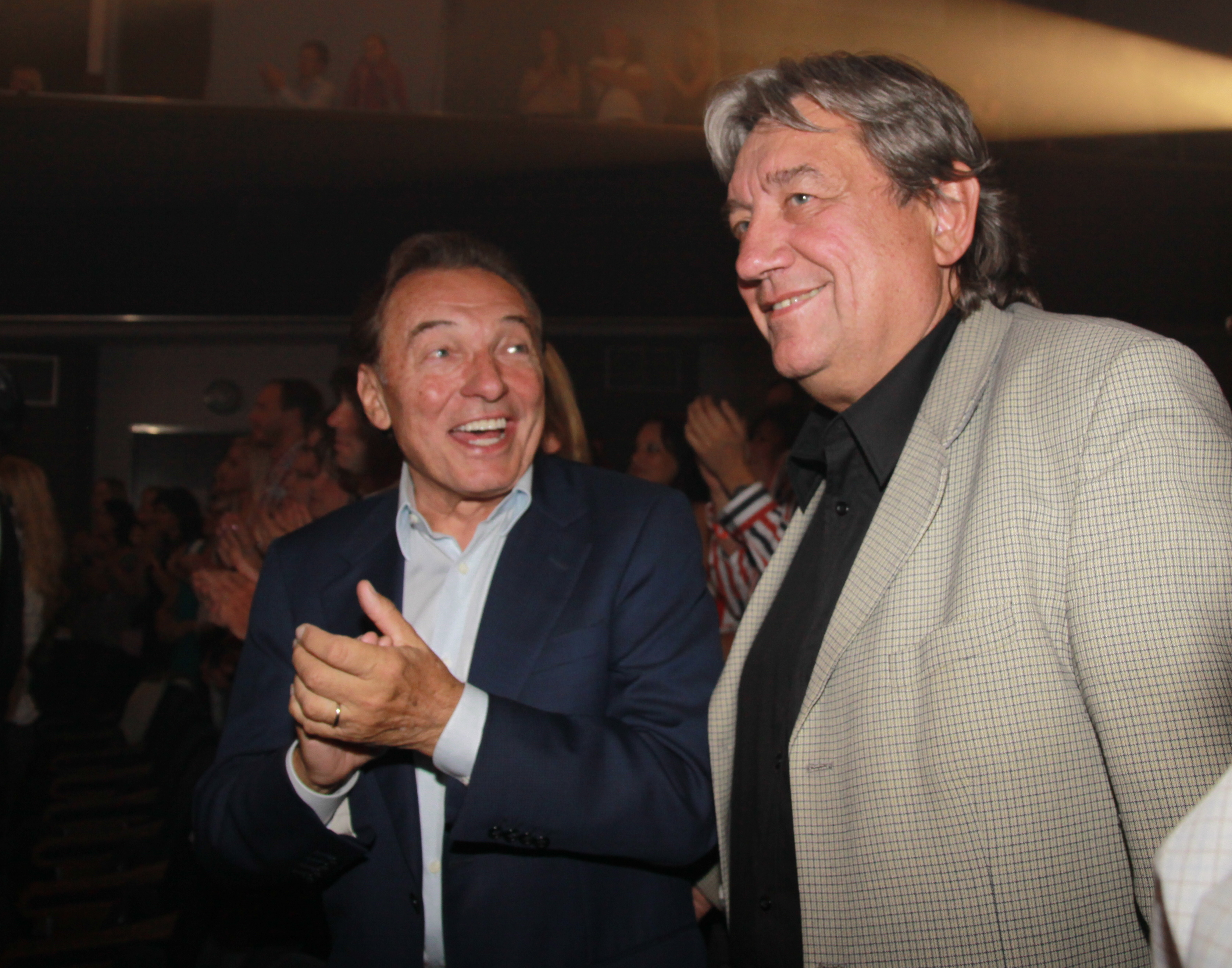
Karel Gott a František Jirásek

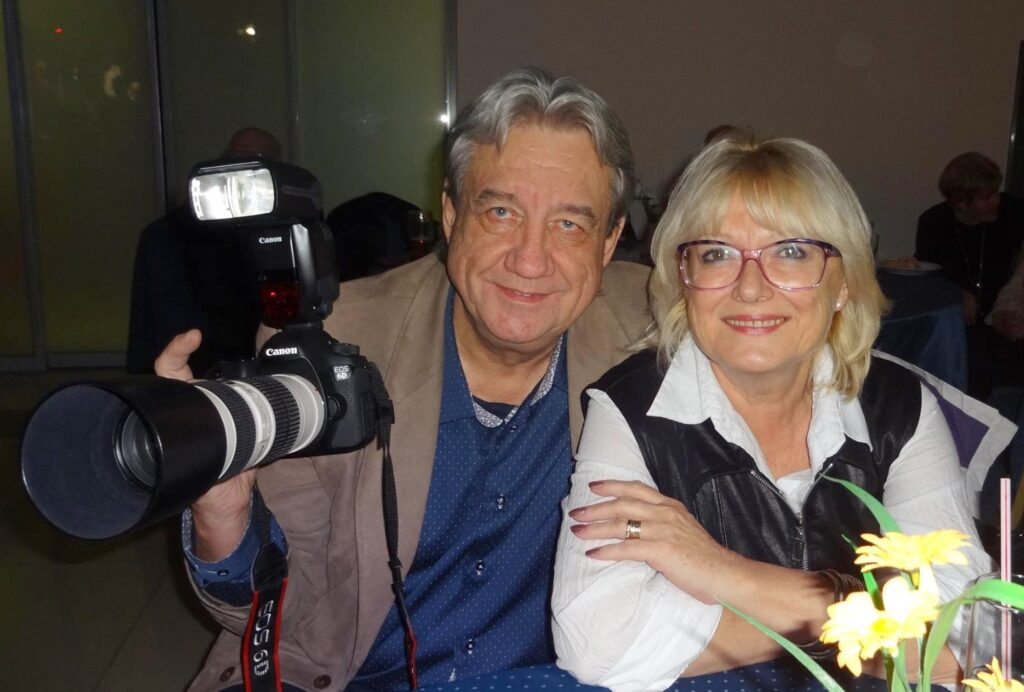
František Jirásek a Eva Jirásková

Narodil se 13. července 1953 v Praze. V mládí hrál fotbal za Slavii a vyučil se automechanikem. Později se však začal věnovat fotografii a vydal se na fotografickou dráhu. V letech 1985 až 1991 byl jako profesionální fotograf zaměstnán ve výrobním družstvu VD fotografia Praha. V roce 1979 se ve Fanklubu Karla Gotta seznámil s Karlem Gottem, pro kterého záhy začal fotografovat. Jejich spolupráce se postupně prohloubila a vzniklo přátelské pouto. Od 90. let provázel Karla Gotta na koncerty do Německa a v roce 2008 s ním byl jako jediný evropský fotograf na turné v Kanadě.

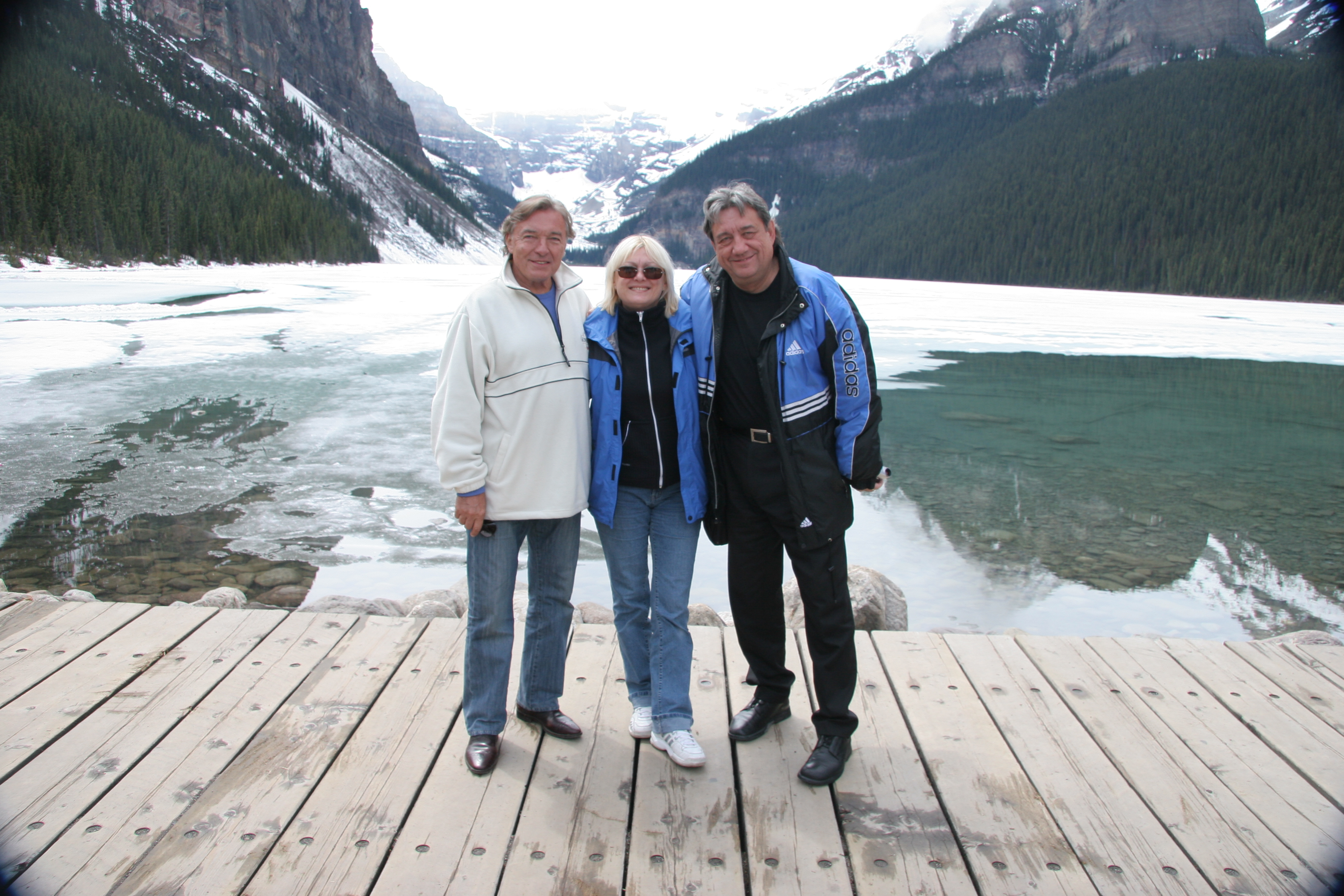
Karel Gott, Eva Jirásková a František Jirásek na turné v Kanadě (2008)

Dodnes spolupracuje s českou hudební i divadelní scénou, v současné době fotografuje zejména koncerty Heleny Vondráčkové. Mezi další osobnosti, které fotografoval, patří například Jiří Korn, Lucie Bílá, Hana Zagorová, Marie Rottrová, Jaroslav Svěcený, Pavel Trávníček, Štefan Margita, Felix Slováček, Věra Špinarová, Iveta Bartošová, Daniel Landa, Marek Ztracený, Petra Janů, Monika Absolonová, Dara Rolins, Nikolas Kara a ze zahraničních Drupi, Ricchi e Poveri, Engelbert Humperdinck a další.
Je ženatý s malířkou Evou Jiráskovou (* 1952). Z prvního manželství má dceru Michaelu (* 1978).